# Шайкача

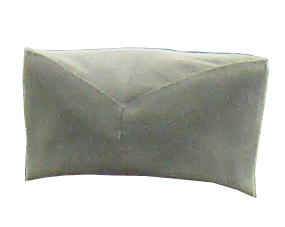
Сербська шайкача.

Шайка́ча (серб. шајкача / šajkača) — традиційний сербський національний головний убір, що з'явився в XVIII століттяі.

## Історія
Шайкачу спочатку носили переважно сербські селяни. Назва походить від військового формування — шайка́ши (серб. šajkaši / шајкаши). Так називали сербських воїнів, що служили в армії Австрійської імперії. Під час Першого сербського повстання шайкача стала популярною серед сербів-учасників повстання: воїни брали турецькі фески та перероблювали їх в шайкачи.

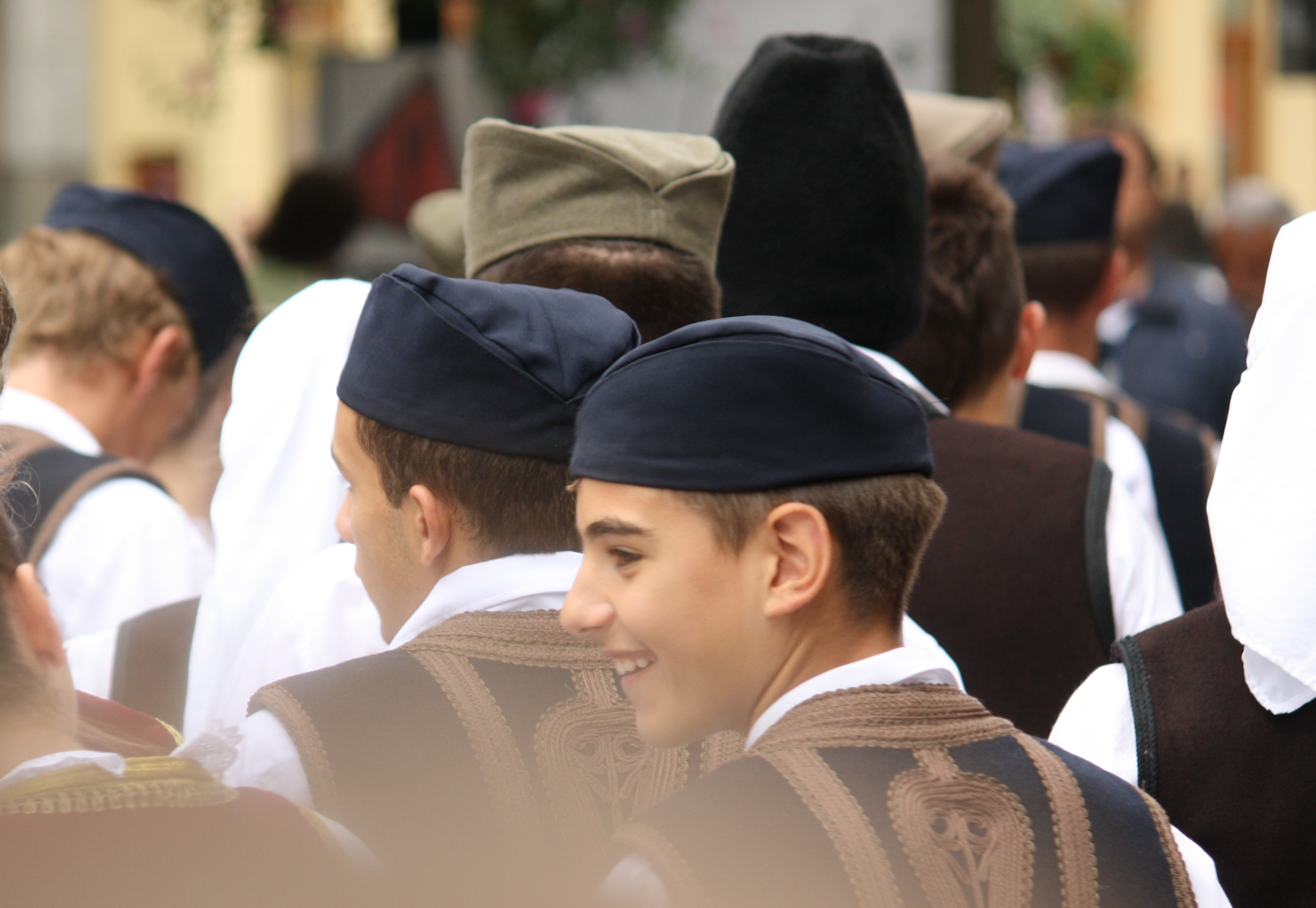
Сербські юнаки в шайкачах

В наші часи шайкачу носять переважно літні люди в сільській місцевості, але при цьому її як елемент народного костюма надягають хлопчики і юнаки, які беруть участь у фестивалях народної культури. З початку XX століття шайкача вважається символом сербського національного руху.

## Зовнішній вигляд

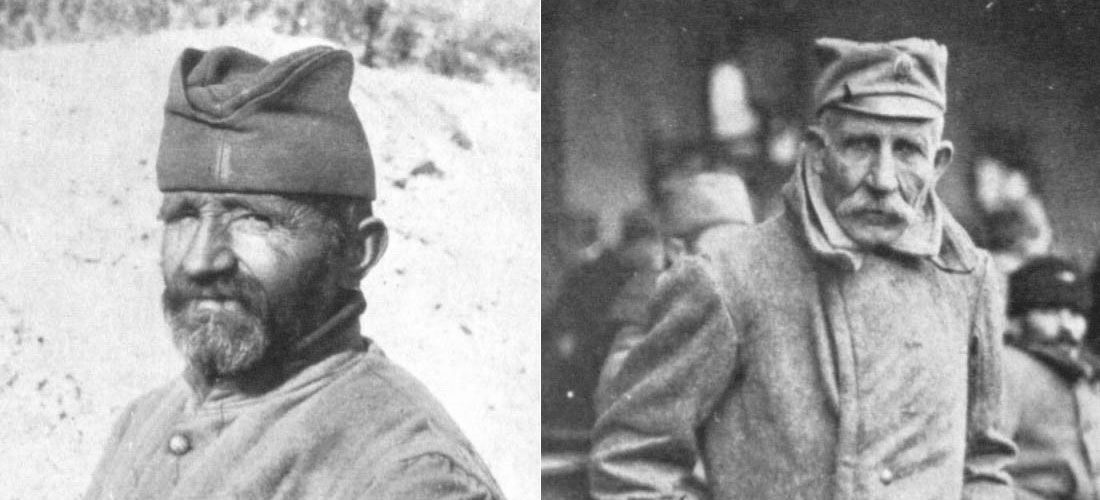
Солдати Сербської армії в 1914 році в шайкачах

Шайкача має V-подібну форму або форму дна перегорнутого човна (чайки) ; вузька, зазвичай чорного або сірого кольорів. Виготовляється з м'якої тканини, в мирний час одягається без особливих символів або кокард. У військовий період на шайкачу налягали кокарду з зображенням двоголового орла та девізом «Тільки єдність врятує сербів». В часи Першої світової війни серби носили шайкачу ще з королівської монограми.